# Irodalmi Könyvkiadó
Irodalmi Könyvkiadó (Editura pentru Literatură) a romániai szépirodalmi és irodalomtörténeti munkák kiadására alakult állami könyvkiadó vállalat, amely 1969-ig működött. Az 1948-ban létesült egységes Állami Könyvkiadó (Editura de Stat) kibővülése és tagozódása során keletkezett Bukarest székhellyel, kezdettől fogva román és nemzetiségi osztállyal s kolozsvári, egy ideig (1954-58) marosvásárhelyi magyar fiókszerkesztőséggel, kezdetben Állami Irodalmi és Művészeti Kiadó névvel. Magyar nyelvű kiadványait 1950-ben a Román Népköztársaság Írószövetségének Irodalmi és Művészeti Kiadója, 1951-től Állami Irodalmi és Művészeti Kiadó név alatt jelentette meg. Szervezeti felépítését és tematikáját megtartva 1960-ban az Irodalmi Könyvkiadó nevet vette fel.

## A magyar alosztály

### Állami Irodalmi és Művészeti Kiadó
Magyar alosztálya a kiadó nemzetiségi osztályán belül működött bukaresti és kolozsvári szerkesztőségekkel. 
A magyar alosztály főszerkesztője 1948 és 1950 között Aszódy János, 1950-től Szemlér Ferenc, 1957 májusától 1958 júliusáig Robotos Imre, 1962-től Szász Béla (Nagyenyed 1926). Ebben az időszakban az egész nemzetiségi osztály vezetője Bonyháti Jolán, utána Méliusz József, Domokos Géza, Kővári Attila, Fassel József, Bodor Pál.
A kolozsvári magyar fiókszerkesztőségben dolgozott 1950 előtt Salamon László, Kiss Jenő, Páll Árpád. 1950-től a fiókszerkesztőség vezetője Földes László, majd Kacsó Sándor, mellettük Bajor Andor; Salamon László és mások; műszaki vezető és az egész romániai magyar könyvkiadásnak haláláig műszaki irányítója Tóth Samu, technikai szerkesztő 1957-60 közt Zsizsmann Kristóf.
A marosvásárhelyi magyar kiadói részleg vezetője Balázs Lajos, szerkesztője Kocziány László és Szász Béla (Kolozsvár, 1910) volt. A szerkesztőségekben dolgozott (az említetteken kívül) András János, Bodor András, Botár Emma, Bustya Endre, B. Sztripszky Judit, Csire Gabriella, Dávid Gyula, Engel Károly, Fáskerthy György, Fodor Irén, Fodor Sándor, Haász Endre, Kacsir Mária, Kacsó Judit, Kerekes György, Keresztesi Éva, Konsza Judit, Kovács Erzsébet, Láng Gusztáv, Lászlóffy Aladár, Lőrinczi László, Marosi Péter, Sőni Pál, Szabó Gyula, Székely János, nem egy közülük a kiadói munkakörből indult el az irodalomba.

### Irodalmi Könyvkiadó
Vezetője (és egyben az egész nemzetiségi osztály felelőse) főszerkesztői minőségben 1960-ban Méliusz József, utána rövid ideig Kővári Attila, Fassel József, majd 1961 és 1965 között Domokos Géza, 1967 és 1969 között Bodor Pál volt; a bukaresti szerkesztőséget 1965 és 1967 között Szász Béla, a kolozsvárit 1967-ig, nyugalomba vonulásáig Kacsó Sándor, majd 1969-ig Kerekes György vezette.
Ugyancsak Kolozsvárt működött az Irodalmi Könyvkiadó magyar műszaki szerkesztősége is 1968-ban bekövetkezett haláláig Tóth Samu, utána munkatársa, Bálint Lajos vezetésével, 1967-től Deák Ferenc grafikus közreműködésével. Az Irodalmi Könyvkiadó magyar nyelvű könyvein kívül egy időben a Jogi és Közgazdasági, az Akadémiai, a Mezőgazdasági és Erdészeti, valamint a Tudományos Könyvkiadónál megjelent magyar nyelvű könyveket is ez a műszaki szerkesztőség gondozta, s ugyanitt az Irodalmi Könyvkiadónak mintegy 120 román nyelvű könyve is megjelent.

## Kiadványpolitika

### Állami Irodalmi és Művészeti Kiadó
Az Állami Irodalmi és Művészeti Kiadó fontos szerepet játszott az új irodalom bemutatásában. Kiadója volt Asztalos István, Horváth István, Kovács György, Nagy István, Papp Ferenc, Sütő András, Szabó Gyula, Tamás Gáspár regényeinek, elbeszéléseinek, Hajdu Zoltán, Horváth Imre, Horváth István, Kiss Jenő, Majtényi Erik, Méliusz József, Szemlér Ferenc versköteteinek, ezenkívül főleg az 1950-es években számos riportkötet, tanulmánykötet megjelenését segítette elő.
Különleges helyet juttatott a kortárs román irodalom és a román klasszikusok magyar nyelvű tolmácsolása és kiadása terén. Nagy példányszámban és a hazai műfordítók egész gárdáját tömörítve közvetítette a kibontakozó román próza (Eusebiu Camilar, Ion Călugăru, V. Em. Galan, Cezar Petrescu, Marin Preda, Mihail Sadoveanu, Zaharia Stancu) és költészet (Tudor Arghezi, Maria Banuș, Mihai Beniuc, Eugen Jebeleanu, A. Toma) korukban jelentős műveit. A klasszikusok sorában egész életműveket átfogó válogatásban adta ki Vasile Alecsandri, Mihai Eminescu, Nicolae Filimon, Alexandru Sahia, Alexandru Odobescu, Alexandru Vlahuță írásait.
A világirodalomból – az Orosz Könyv Kiadó munkáját átvéve – az Állami Irodalmi és Művészeti Kiadó 1957-től elsősorban klasszikus orosz és szovjet irodalmat adott ki. A kor sajátos munkamódszere volt, hogy nyersfordításokhoz társszerzőül jelentős magyar írókat (Kacsó Sándor, Kós Károly, Szemlér Ferenc, Szentimrei Jenő, Tompa László) nyertek meg. Ugyanekkor egy önálló fordítógárda kinevelésére törekedtek (Asztalos Ágnes, Bajor Ella, Békési Ágnes, Dobó Ferenc, Mikó Imre, Szegő György, Szőcs Ráchel). A világirodalom más területeit, ha szórványosan is, szintén próbálták átfogni, legjelentősebb eredménye Franyó Zoltán Faust-fordításának és Évezredek húrjain c. háromkötetes műfordítás-gyűjteményének, Szemlér Ferenc Ötsarkú égi csillag c. műfordításkötetének megjelentetése.
Átfogó kiadói koncepció és a tömegművelődésre gyakorolt hatása folytán méltatást érdemel az 1951-ben indult Haladó Hagyományaink sorozat; első kezdeményezése és a hagyományok újraértékelése szempontjából sokat ígérő szakasza Gaál Gábor nevéhez fűződik. 28 kötete magyar, román és világirodalmi klasszikusok (Batsányi János, Bessenyei György, Csokonai Vitéz Mihály, Vörösmarty Mihály; Nicolae Bălcescu, Cezar Bolliac, Ion Luca Caragiale, Ion Creangă, Nicolae Filimon, Ioan Slavici; Heinrich Heine) életművéből nyújtott hol bővebb, hol szűkebb válogatást, s felelevenítette kevésbé ismert hazai magyar irodalmi hagyományainkat (Heltai Gáspár, Mikes Kelemen, Korvin Sándor, Thury Zoltán, Zajzoni Rab István írásai, A kuruckor költészete, egy válogatás Ady kiadatlan novelláiból).
A bevezető tanulmányok – bár nem mentesek a korszak merev szemléletétől – az írók értékelésében a hazai magyar marxista irodalomtudomány első eredményei voltak. E sorozatot folytatta a marosvásárhelyi részleg a Magyar Klasszikusok (Benedek Elek, Eötvös József, Gárdonyi Géza, Mikszáth Kálmán, Móricz Zsigmond, Petelei István, Tolnai Lajos, Tömörkény István) sorozatával, valamint az 1956-ban kezdett, majd az Irodalmi Könyvkiadó vállalásaként teljessé tett Román Klasszikusok sorozattal. Külön kell megemlékeznünk a szintén 1956-ban indult Kincses Könyvtár alacsony áron és nagy példányszámban kiadott köteteiről (1960-ig 58 jelent meg), ezek a kortárs és klasszikus magyar, román és világirodalmat népszerűsítették.

### Irodalmi Könyvkiadó
Tevékenységét különösen az első években a korábbi keretek határozták meg. Változatlanul legfontosabb kiadója volt a kortárs romániai magyar irodalomnak, folytatta a klasszikus és kortárs román irodalom közvetítését a magyar olvasó felé (könyvexportja révén a magyarországi olvasók felé is), s folytatta azokat a sorozatokat, amelyeket még elődje indított meg (Kincses Könyvtár, Magyar Klasszikusok, Román Írók). Ugyanakkor 1960 és 1962 között megjelentetett jó néhány olyan orosz klasszikus és szovjet irodalmi művet, amelyeket legnagyobbrészt az Orosz Könyv Kiadó megszűnése után vett át. A névváltoztatás után kívül maradtak tevékenységén bizonyos nem közvetlenül irodalmi területek, így a művészet, művészettörténet, folklór, történelem, filozófia, nyelvtudomány, amelyeken elődje 1955 és 1958 között biztató eredménnyel működött.
Az Irodalmi Könyvkiadó kiadásában 1960 és 1969 között összesen 747 magyar nyelvű mű jelent meg: az évi kiadói termés az 1960-as 52 címtől (egy 1964–66-os visszaeséstől eltekintve) folyamatosan emelkedett, és 1969-ben elérte a 123 címet. Ezzel együtt két irányban is változás következett be: a kiadó egyrészt közvetítője, sőt a maga eszközeivel serkentője lett a romániai magyar irodalomban különösen az évtized második felében érezhető előnyös változásnak, belső megújulásnak, másrészt arra törekedett, hogy mind sokrétűbben lépést tartson az irodalom iránt megnyilvánuló új olvasói elvárásokkal, az összetettebb művelődési igényekkel.
Ez a változás érvényes mindenekelőtt az eredeti szépirodalomra. A költészetben az idősebb nemzedékhez tartozó Bartalis János, Endre Károly, Horváth Imre, Kiss Jenő, Létay Lajos, Méliusz József, Szemlér Ferenc, a középnemzedékhez tartozó Kányádi Sándor, Majtényi Erik, Páskándi Géza, Szász János, Székely János, Tóth István, a prózában Horváth István, Kemény János, Kovács György, Nagy István, Tamás Gáspár, Szemlér Ferenc, ill. Bajor Andor, Fodor Sándor, Hornyák József, Huszár Sándor, Panek Zoltán, Papp Ferenc, Szabó Gyula főképp az 1960-as évek második felére eső kötetei már írói pályájukon és a romániai magyar irodalom egészében is számottevő gazdagodást jelentettek, a drámairodalom terén pedig a korábbi szórványos és egy-egy színpadi művet tartalmazó kötetek után 1967-től megjelentek egyes szerzők (Deák Tamás, Földes Mária, Méhes György, Szemlér Ferenc) gyűjteményes drámakötetei is, amelyek már e műfajnak a színpaddal párhuzamos irodalmi térhódítását jelezték.
A kortárs romániai magyar irodalomban bekövetkezett változás különösen jelentősnek bizonyult az új költői-prózaírói rajzások jelentkezésével. Az 1961-ben indított Forrás könyvsorozat az évtized végére már a második nemzedéket indította útjára, s az 1969-ig megjelent 53 kötet szerzői közül sokan (a költészetben Hervay Gizella, Király László, Lászlóffy Aladár, Szilágyi Domokos, Szőcs Kálmán, a prózában Bálint Tibor, Kocsis István, Köntös-Szabó Zoltán, Lászlóffy Aladár, Pusztai János, Szilágyi István, Telegdi Magda, Veress Zoltán) hamarosan már második, sőt harmadik kötetükkel jelentkeztek; e művek nemcsak irodalmi eseményekké, hanem a romániai magyar irodalom új minőségi szintjének értékjelzőivé is váltak.
Ez a folyamat az ország egész irodalmi életében, a román irodalomban is bekövetkezett változás része volt, s természetes, hogy az Irodalmi Könyvkiadónál 1960 után magyar fordításban megjelent román irodalmi művek – a fordítói érdeklődésnek és a kiadópolitikai tájékozódásnak megfelelően – ezt a változást is tükrözik. A román irodalom klasszikus értékeinek újbóli kiadása mellett kiadói eseménynek tekinthető a fiatalon elhunyt Nicolae Labiș, az újra felfedezett Bacovia, a prózaírók közül Vasile Voiculescu, Pavel Dan köteteinek, az új román írónemzedékből pedig Eugen Barbu, Șt. Bănulescu, Fănuș Neagu, Marin Preda, Dumitru Radu Popescu regényeinek, elbeszéléseinek megjelentetése.
Az 1960-as évek nagy jelentőségű összegező teljesítménye a román irodalom magyar nyelvű megismertetése terén A román irodalom kis tükre öt vaskos kötetének (1961–64) kiadói megszerkesztése, szövegeinek lefordíttatása és gondozása. Ez a gyűjtemény a román irodalom kezdeteitől a két háború közötti időszakig bezárólag nyújt minden maradandó íróra kiterjedő s szemelvényekben minden jelentős művet bemutató képet. Ehhez mérhető vállalkozás a Faragó József bevezetőivel és gondozásában, Kiss Jenő fordításában, Plugor Sándor illusztrációival megjelent román népköltészeti sorozat, amelynek első két kötete a klasszikus balladákat (A bárányka, 1963), ill. a betyárénekeket (Novákékról szól az ének, 1969) tartalmazza; további négy kötete már a Kriterion kiadásában jelent meg.
Az irodalomszemléletben az 1960-as évek második felére mind jellemzőbbé váló nyitás a magyar klasszikus és a romániai magyar irodalmi hagyományhoz való viszony megújulásában is kifejezésre jutott. 1961-ben megindult a Romániai Magyar Írók sorozat, amelyben 1969-ig összesen 55 kötet jelent meg, átfogó bevezető tanulmányokkal. Ezek, valamint az egyes írói életművek legjavát felölelő kötetek hozzásegítettek két világháború közötti örökségünk hitelesebb és elmélyültebb megismeréséhez, hiszen az előző évtizedben is publikáló és a Korunk köréhez tartozó költők, prózaírók, kritikusok mellett ekkor került sor a helikoni irodalmi örökség megbízható újraértékelésére (Berde Mária, Dsida Jenő, Karácsony Benő, Kuncz Aladár, Ligeti Ernő, Olosz Lajos, Tamási Áron), az avantgárd hagyomány újra felfedezésére (Nagy Dániel, Markovits Rodion, Szántó György, Szilágyi András) is. Ez a folyamat a sorozat 1970 utáni időszakában folytatódott és vált teljessé, úttörő szerepet játszva korábbi leegyszerűsítő beállítások meghaladásában.
Az erdélyi magyar művelődés többnyire kiadatlan vagy nehezen hozzáférhető régi értékeire is ráirányult a figyelem, s az 1966-ban indult ún. fehér könyvek négy kötete (Bölöni Farkas Sándor, Borsos Tamás, Wass Pál, Köteles Sámuel), s ezek alapos bevezető tanulmányai is újra elindítói lettek a hazai művelődés- és tudománytörténeti kutatásnak; ugyanakkor a szövegek mintaszerű gondozása a következő évtized szövegfilológiai munkájának kezdetét jelentette.
Számottevő megújulás következett be az Irodalmi Könyvkiadó világirodalmi tájékozódásában is. Az 1965-ig folyamatosan megjelenő Kincses Könyvtár újabb 62 kötete a magyar klasszikus és kortárs romániai magyar irodalom, valamint a klasszikus és kortárs román irodalom alkotásain kívül a világirodalomból is nyújtott olvasmányt, ez azonban (8 orosz és szovjet, 3–3 francia és olasz, 2–2 cseh és német, 1–1 angol, amerikai, jiddis, spanyol) még csak bátortalanul jelzett nyitási szándékot a nyugati irodalmak felé. Az 1965-ben indított és a Kriterion által folytatott Horizont sorozat azonban már ennek a nyitásnak a jegyében indult és bontakozott ki a budapesti Európa Könyvkiadóval való termékeny együttműködésben, ösztönzést nyújtva a műfordítói lehetőségek révén is.
Ugyanilyen jelentős az 1962-ben indult "Drámák" sorozat, amelynek elődjében, az 1960 és 1963 között megjelentetett Műkedvelők Színháza sorozatban a hazai magyar és román szerzők (Dimény István, Kiss Jenő, Károly Sándor, Simon Magda, Sütő András, Szász János, ill. Teofil Bușecan, Paul Everac, Dan Tărchilă) mellett még csak egy szovjet (Lev Szinyelnyikov) és egy spanyol (Carlos Larra) szerző darabját találjuk. Az új sorozatban viszont már az egyetemes drámairodalom klasszikus művei (Szophoklésztől G. B. Shaw-ig) mellett helyet kapnak a modern dráma kiemelkedő alkotásai (így García Lorca: Vérnász; Heinrich Böll: Danton halála; Dürrenmatt: Az öreg hölgy látogatása; O’Neill: Amerikai Elektra; Tennessee Williams: A vágy villamosa), amelyekkel a közönség hazai magyar színházaink műsorrendjében is találkozhatott ezekben az években.
Az 1960-as évek elején az Irodalmi Könyvkiadó a kritika fellendítéséhez is hozzájárult: az 1962-ben indított Kritikai Kiskönyvtárnál azonban jelentősebbnek bizonyul az, hogy az évtized közepétől gyakrabban vállalkozott önálló kritika- vagy esszégyűjtemények megjelentetésére (Szemlér Ferenc, Balogh Edgár, Csehi Gyula, Deák Tamás, Földes László, Jánosházy György, Hajdu Győző, Mikó Imre, Méliusz József, Sőni Pál), s az 1964–65-ben kiadott első Gaál Gábor-kötetek után 1968-tól a Romániai Magyar Írók sorozatban is elindította a két világháború közötti irodalomkritikai örökség (Szentimrei Jenő, Molter Károly, Franyó Zoltán, Kós Károly, Szabédi László) újraértékelését.
Minőségileg magasabb szintre lépett az irodalom- és művelődéstörténet-írás is: Benkő Samu Bolyai János vallomásai c. könyve (1968), Izsák József Asztalos Istvánról (1967), Marosi Péter Salamon Ernőről (1969), Kicsi Antal Kováts Józsefről (1969), Kozma Dezső Petelei Istvánról (1969) készült monográfiája, nemkülönben Jancsó Elemér (1966) és Vita Zsigmond (1969) tanulmánykötetei, Csehi Gyula Klio és Kalliopé (1965) és Modern Kalliopé (1969) c. szintézisei, a Kis magyar stilisztika (1968), Huszár Sándor interjúkötete, Az író asztalánál (1969), Domokos Sámuel könyve, A román irodalom magyar bibliográfiája (1966) számos területen és műfajban jelzik a kor színvonalának elérésére törekvő irodalomtörténeti alapozás igényét.
Végül jelentősek az Irodalmi Könyvkiadó utolsó éveiben egy összetettebb műveltségmodell megteremtésére mutató kezdeményezések: a megjelenő művek között ott vannak a később rendkívül népszerűvé váló Téka sorozat első kötetei, megindult a Művészeti kismonográfiák sorozata (első kötete Gazda József könyve Gyárfás Jenőről 1969-ben), hosszú szünet után 1969-ben egyszerre négy népköltési gyűjtemény látott napvilágot, s megjelentek az első filozófiai és nyelvtudományi munkák is.
Az Irodalmi Könyvkiadó kezdeményezései a különböző humán tudományok – művészettörténet, zenetudomány, színháztörténet, orvostörténet, társadalomtörténet, fotótörténet – tárgykörével még ennél is szélesebb területeket ölelnek fel. A kiadónak még az átszervezés előtt összeállított és kibocsátott munkaterve 257 címet tartalmazott, amelyben több éves és széles kitekintésű távlati terv körvonalai rajzolódtak ki: sorozatok, népköltési gyűjtemények, kötetek az erdélyi magyar művelődés múltjának feltárására, a romániai magyar nyelvjárások atlaszai, a romániai magyar írásbeliség lexikális számbavétele, a romániai magyar irodalom átfogó bibliográfiája... E tervek valóra váltása és a romániai magyar könyvkiadás profiljának a kor igényeihez való igazítása azonban már az 1969 végén létrehozott új nemzetiségi kiadóra, a Kriterion Könyvkiadóra, valamint a többi, magyar nyelvű kiadványok megjelentetését is vállaló országos és területi kiadókra hárult az 1970-es évektől kezdve.